# Oil Trough (Arkansas)
Oil Trough – miasto w Stanach Zjednoczonych, w stanie Arkansas, w hrabstwie Independence.